# Коллер, Дафна
Да́фна Коллер (англ. Daphne Koller, род. 27 августа 1968) — израильско-американский профессор факультета информатики Стэнфордского университета, стипендиат фонда Мак-Артура, сооснователь образовательной площадки Coursera. Основной областью исследований Коллер является искусственный интеллект и его приложения в биомедицине.
Член Национальных Академии наук (2023) и Инженерной академии (2011) США, а также Американской академии искусств и наук (2014).

## Биография
Дафна выросла с родителями, матерью-профессором английского языка и отцом-ботаником. В 1981 году в возрасте 12 лет она пробыла год в Станфорде вместе с отцом. Там она начала программировать на компьютере RadioShack одного из местных студентов. По возвращении в Израиль Дафна сообщила отцу, что занятия в школе скучны для неё, и она хочет заниматься чем-нибудь более интересным в университете. Через полгода ей удалось убедить отца, и она начала изучать информатику и математику в Еврейском университете в Иерусалиме. В 17 лет Дафна получила степень бакалавра и начала преподавать курс по базам данных в том же университете. Через год она получила степень магистра и была призвана в израильскую армию.
Коллер закончила докторскую диссертацию в Стэнфордском университете в 1993 году под руководством Джозефа Халперна и продолжила исследования в Беркли в 1993—1995 годах. В 1995 году Коллер присоединилась к преподавательскому составу в Стэнфордском университете.
В феврале 2004 года работа Коллер по Байесовской сети, была отмечена в журнале MIT Technology Review в статье «10 новейших технологий, которые изменят ваш мир».
В 2004 году Коллер получила стипендию Мак-Артура.
В 2007 году Коллер получила первую премию ACM-Infosys (ACM Infosys Award) размером в $150 000.
В 2009 году Дафна Коллер и Нир Фридман опубликовали книгу по графическим вероятностным моделям. В феврале 2012 года Дафна Коллер опубликовала курс по этому предмету на Coursera.
В 2012 году Дафна Коллер и Эндрю Ын запустили бесплатную образовательную онлайн-площадку Coursera.
Фелло ISCB (2017).
Дафна Коллер состоит в браке с Дэном Авида, имеет двух дочерей.